# Friedenssäule

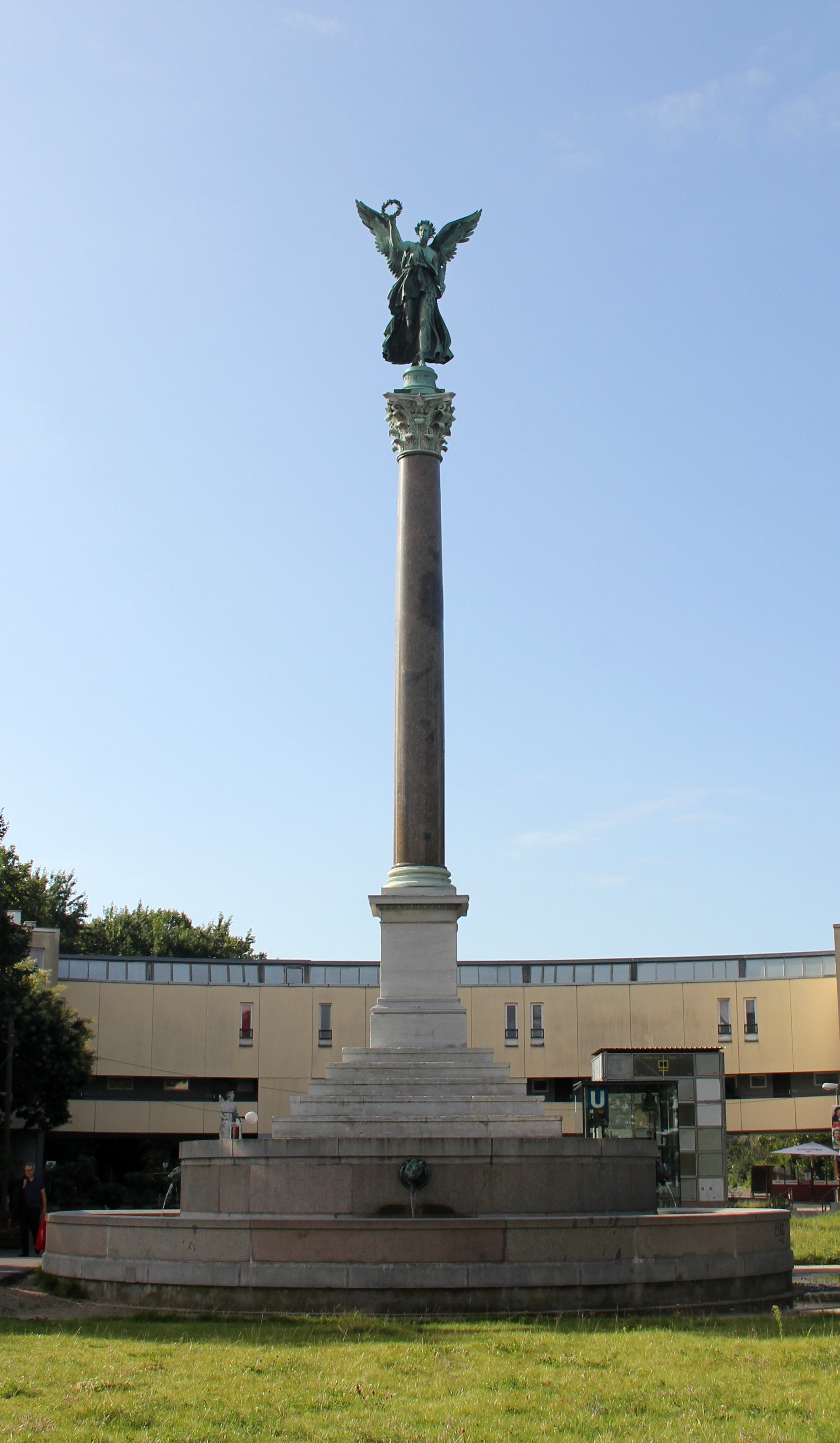
Ansicht der Friedenssäule

Die Friedenssäule auf dem Mehringplatz (ehemals: Belle-Alliance-Platz) im Berliner Ortsteil Kreuzberg erinnert an den Pariser Frieden (1815). Sie wurde 1840 bis 1843 von Christian Gottlieb Cantian im Stil des Klassizismus errichtet. Ihre Bekrönung bildet eine Viktorienstatue von Christian Daniel Rauch.

## Beschreibung
Die 19 Meter hohe Friedenssäule hat ihre Vorbilder in der Antike. Sie knüpft an den Typus der griechischen Säulenmonumente an, die den Göttern für die Siege über die Perser geweiht wurden. Inmitten eines runden Brunnenbeckens erhebt sich auf einem fünfstufigen Unterbau ein rechteckiger Sockel aus schlesischem Marmor, der die korinthische Säule trägt. Ihr rund sieben Meter hoher Schaft ist aus dunklem geschliffenem Granit. Basis und Kapitell bestehen aus weißem karischem Marmor.
Bekrönt wird die Säule von einer monumentalen Viktoria, die über dem adlerverzierten Kapitell mit den Attributen Palmzweig und Lorbeerkranz der Stadt entgegenzuschweben scheint. Die Figur ist ein vergrößerter Abguss von Christian Daniel Rauchs Zweiter Charlottenburger Viktoria, deren Modell zwischen 1837 und 1839 nach dem Vorbild einer 1823 in Pompeji gefundenen kleinen antiken Bronzenike entstanden ist. Das Original dieser Figur steht auf der rechten Säule vor dem Neuen Pavillon im Schlosspark Charlottenburg.

## Geschichte

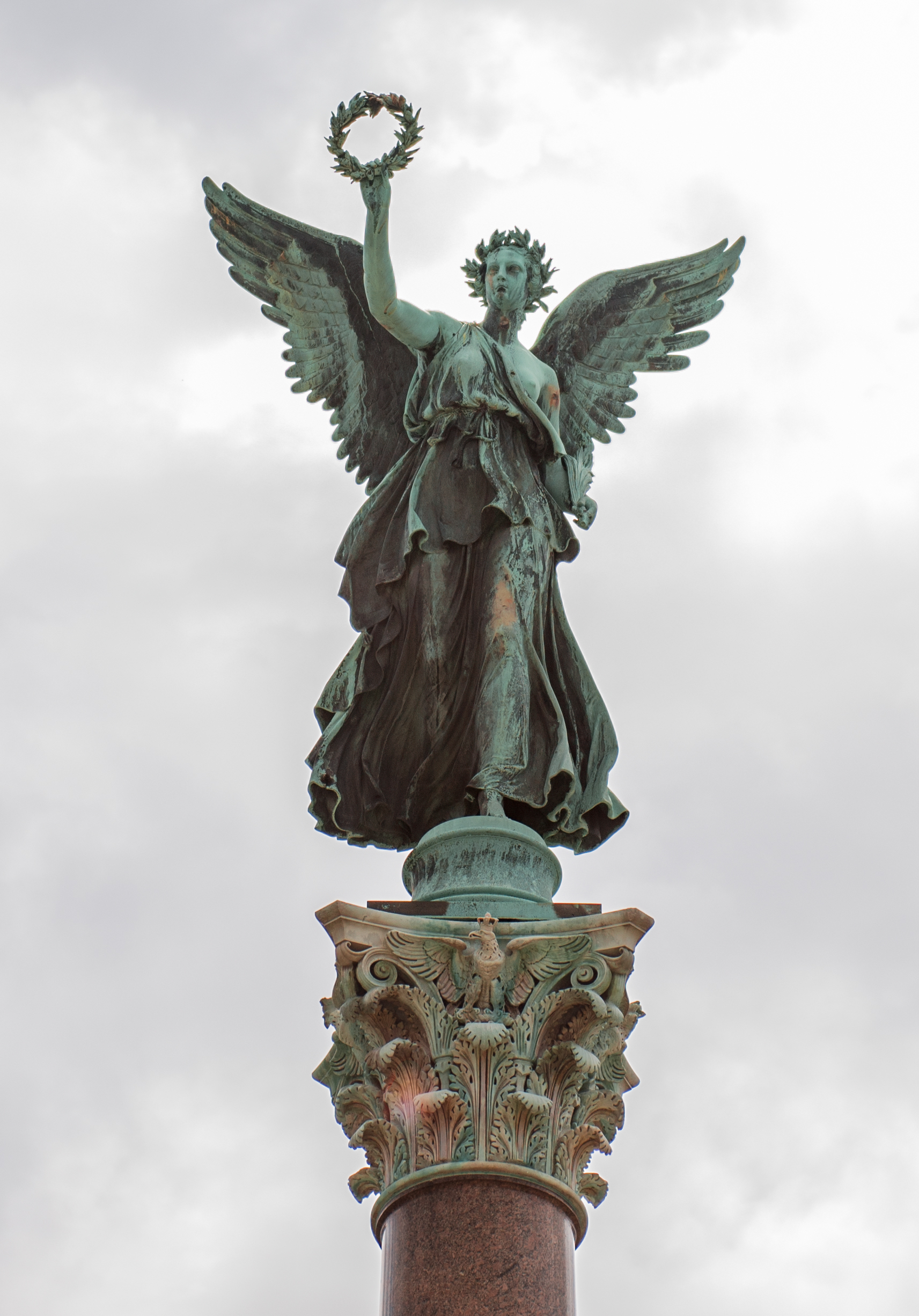
Ansicht der Viktoria

Die Friedenssäule befindet sich auf dem Mehringplatz, der zur Erinnerung an die Schlacht bei Waterloo während der Befreiungskriege gegen Napoleon im Jahr 1815 den Namen Belle-Alliance-Platz erhalten hatte. Er ist neben dem Leipziger Platz und dem Pariser Platz einer der drei geometrischen Berliner Plätze, die im Zuge der westlichen Erweiterung der Friedrichstadt und der Dorotheenstadt unter Friedrich Wilhelm I. entstanden und jeweils den Abschluss einer Hauptstraße bildeten. Im Falle des kreisrunden Belle-Alliance-Platzes war dies die Friedrichstraße. So stand die Friedenssäule einst in einer städtebaulich exponierten Lage.
Den Auftrag für die Errichtung erteilte der preußische König Friedrich Wilhelm III. im Jahr 1840, als sich der am 20. November 1815 zwischen den Verbündeten (Preußen, Österreich, Russland, Großbritannien) und Frankreich geschlossene Pariser Frieden zum 25. Mal jährte. Der historische Hintergrund dieses Friedensvertrags war die Abdankung Napoleons und das Ende seiner Fremdherrschaft über Europa. 
Entwurf, Planung und Ausführung der Friedenssäule übernahm Hofbaurat Christian Gottlieb Cantian, der mit der Errichtung in den Jahren 1840–1843 zugleich die Regulierung des vom Hochwasser gefährdeten Belle-Alliance-Platzes und seiner Umgebung mit entsprechender unterirdischer Kanalisation durchführte. Die notwendige Spülung der Kanäle veranlasste Cantian, die Säule mit einem Brunnen auszustatten. Die Einweihung der Friedenssäule fand am 3. August 1843 statt, dem 30. Jahrestag der Schlacht bei Großbeeren, in der eine erneute Besetzung Berlins durch napoleonische Truppen von General Bülow verhindert worden war.